# آلوین سارجنت
آلوین سارجنت (انگلیسی: Alvin Sargent؛ زادهٔ ۱۲ آوریل ۱۹۲۷ – درگذشت ۹ مه ۲۰۱۹) فیلم‌نامه‌نویس اهل ایالات متحده آمریکا بود. وی برنده جایزه اسکار بهترین فیلم‌نامه اقتباسی در سال‌های ۱۹۷۷ و ۱۹۸۰ شده بود.
آقای سارجنت در دهه ۱۹۵۰ آغاز به نوشتن برای تلویزیون کرد، اما به سرعت دست به فیلم‌نامه‌نویسی زد و آن کار تبدیل به شغل دایمی‌اش شد که بیش از شصت سال به طول انجامید. او فیلم نامه‌نویس بیش از بیست فیلم موفق بود که مورد تحسین قرار گرفته‌اند، از جمله آنها فیلم مردم معمولی که داستانی است در باره زندگی یک خانواده مظلوم و فیلم جولیا که از هولوکاست حکایت می کند. آلوین سارجنت فیلمنامه مرد عنکبوتی یا اسپایدرمن را نوشت در سن ۹۲ سالگی درگذشت.